# Ballarat
Ballarat ist eine Stadt mit etwa 94.000 Einwohnern im Bundesstaat Victoria in Australien, 120 Kilometer westnordwestlich von Melbourne. Sie ist die drittgrößte Stadt des Staates und eine der größten nicht an der Küste gelegenen Städte in Australien. Die Stadt ist Zentrum der Local Government Area Ballarat City. Der Name Ballarat ist abgeleitet vom Aborigine-Ausdruck für „Ruheplatz“.

## Geschichte
Der Ort hatte bedeutenden Einfluss auf die wirtschaftliche Entwicklung des Staates Victoria und war in der Mitte des 19. Jahrhunderts ein Zentrum des victorianischen Goldrausches. Die Einführung eines Lizenzzwangs für Schürfer führte am 3. Dezember 1854 zum Eureka-Stockade-Aufstand, in dessen Verlauf 22 Schürfer erschossen wurden. Die Anführer wurden vor Gericht gestellt und freigesprochen, die umstrittene Lizenz abgeschafft.
1858 wurde in Ballarat der bis dahin drittgrößte australische Gold-Nugget  gefunden, der 62,85 Kilogramm schwere Welcome Nugget. Die Ortschaft hatte damals etwa 40.000 Einwohner. Heute erinnert eine vollständig rekonstruierte Goldgräberstadt mit Namen Sovereign Hill, in der Laienschauspieler die Besucher begeistern, daran. Am 16. Januar 2013 entdeckte ein Hobbygoldsucher mit Hilfe eines modernen Metalldetektors einen Goldklumpen von gut 5 Kilogramm.

## Klima
|                       | Jan  | Feb  | Mär  | Apr  | Mai  | Jun  | Jul  | Aug  | Sep  | Okt  | Nov  | Dez  |   |       |
| Mittl. Tagesmax. (°C) | 24,9 | 25,0 | 22,1 | 17,5 | 13,5 | 10,7 | 10,0 | 11,4 | 13,8 | 16,5 | 19,4 | 22,5 | ⌀ | 17,2  |
| Mittl. Tagesmin. (°C) | 10,8 | 11,4 | 9,9  | 7,4  | 5,8  | 4,0  | 3,2  | 3,7  | 4,9  | 6,2  | 7,7  | 9,4  | ⌀ | 7     |
|                       |      |      |      |      |      |      |      |      |      |      |      |      |   |       |
| Niederschlag (mm)     | 38,7 | 44,0 | 43,9 | 53,4 | 67,0 | 63,9 | 67,1 | 75,5 | 73,4 | 69,6 | 55,9 | 51,3 | Σ | 703,7 |
|                       |      |      |      |      |      |      |      |      |      |      |      |      |   |       |
| Regentage (d)         | 7,7  | 7,2  | 9,7  | 12,7 | 16,2 | 17,7 | 19,7 | 19,6 | 16,8 | 15,7 | 13,0 | 10,9 | Σ | 166,9 |

| 10,8 |

| 11,4 |

| 9,9 |

| 7,4 |

| 5,8 |

| 4,0 |

| 3,2 |

| 3,7 |

| 4,9 |

| 6,2 |

| 7,7 |

| 9,4 |

| 10,8 |

| 11,4 |

| 9,9 |

| 7,4 |

| 5,8 |

| 4,0 |

| 3,2 |

| 3,7 |

| 4,9 |

| 6,2 |

| 7,7 |

| 9,4 |

## Bildung
Die University of Ballarat, die unter anderem Graphic Design und Multimedia als Studienfach anbietet, zählt zu den besten Universitäten in Australien. Zudem befindet sich einer der sechs Campusse der Australian Catholic University in Ballarat.

## Verkehr
Der Ballarat Airport befindet sich acht Kilometer nordwestlich der Innenstadt.
Ballarat liegt ungefähr in der Mitte der Bahnlinie Melbourne-Ararat. Der Personenverkehr wird von der Bahngesellschaft V/Line betrieben.

## Sport
Bei den Olympischen Spielen 1956 in Melbourne wurden die Ruderwettbewerbe auf dem innerhalb Ballarats gelegenen Lake Wendouree ausgelagert. Ballarat war unter anderem einer der Austragungsorte beim Cricket World Cup 1992.

## Trivia
Ballarat wird in der Sherlock-Holmes-Kurzgeschichte Das Geheimnis von Boscombe Valley und in der Miss-Fisher-Erzählung Miss Fisher unter Zugzwang erwähnt sowie in der Episode Mord im Ballarat-Express der Fernsehserie Miss Fishers mysteriöse Mordfälle.

## Söhne und Töchter der Stadt
- John Lemmoné (1861–1949), Flötist, Komponist und Musikmanager
- David Davies (1864–1939), Maler
- Augustus Uthwatt, Baron Uthwatt (1879–1949), britischer Jurist
- Robert Coleman (1883–1960), britischer Regattasegler
- Hilda Rix Nicholas (1884–1961), Malerin
- Leslie Morshead (1889–1959), Generalleutnant
- Henry Bolte (1908–1990), 38. Premierminister des Bundesstaats Victoria (1955–1972)
- Frank Fenner (1914–2010), Mikrobiologe
- Leslie „Bull“ Allen (1916–1982), australischer Soldat und Kriegsheld des Zweiten Weltkriegs
- John Button (1933–2008), Politiker (Australian Labor Party)
- Dick Ploog (1936–2002), Bahnradsportler
- Bill Hunter (1940–2011), Schauspieler
- George Pell (1941–2023), Erzbischof von Sydney und Kardinal der römisch-katholischen Kirche
- Neil Trudinger (* 1942), Mathematiker
- Roger Donaldson (* 1945), Filmregisseur
- Steve Bracks (* 1954), australischer Politiker
- David Larwill (1956–2011), Künstler
- David Hirschfelder (* 1960), Komponist von Filmmusik
- Steve Moneghetti (* 1962), Leichtathlet
- Russell Mark (* 1964), Sportschütze
- Simone Wilkie (* 1964), Generalin und Nichte von John Burt, dem Bürgermeister von Ballarat
- Peter Blackburn (* 1968), Badmintonspieler
- Robert Richards (* 1971), Ruderer
- Anthony Edwards (* 1972), Ruderer
- Kimberley Davies (* 1973), Schauspielerin
- David McKenzie (* 1974), Radrennfahrer
- Rachael Taylor (* 1976), Ruderin
- Stuart Brehaut (* 1978), Badmintonspieler
- Kellie Lucas (* 1978), Badmintonspielerin
- Ashley Brehaut (* 1980), Badmintonspieler
- Shayne Reese (* 1982), Schwimmerin
- Sarah Heard (* 1983), Ruderin
- Jared Tallent (* 1984), Geher
- Zoe Hives (* 1996), Tennisspielerin